# Nova Pazova

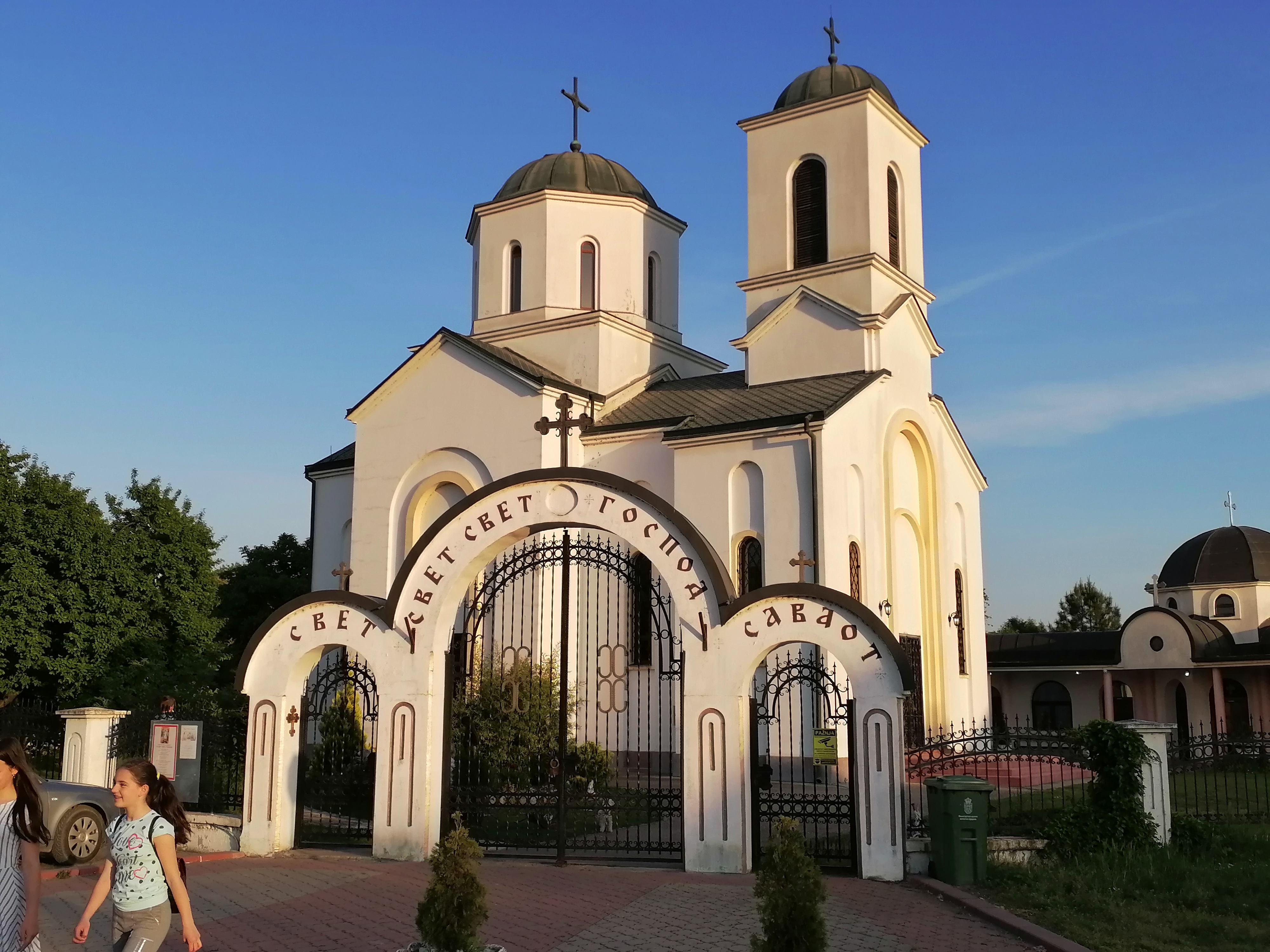
Noua biserică ortodoxă

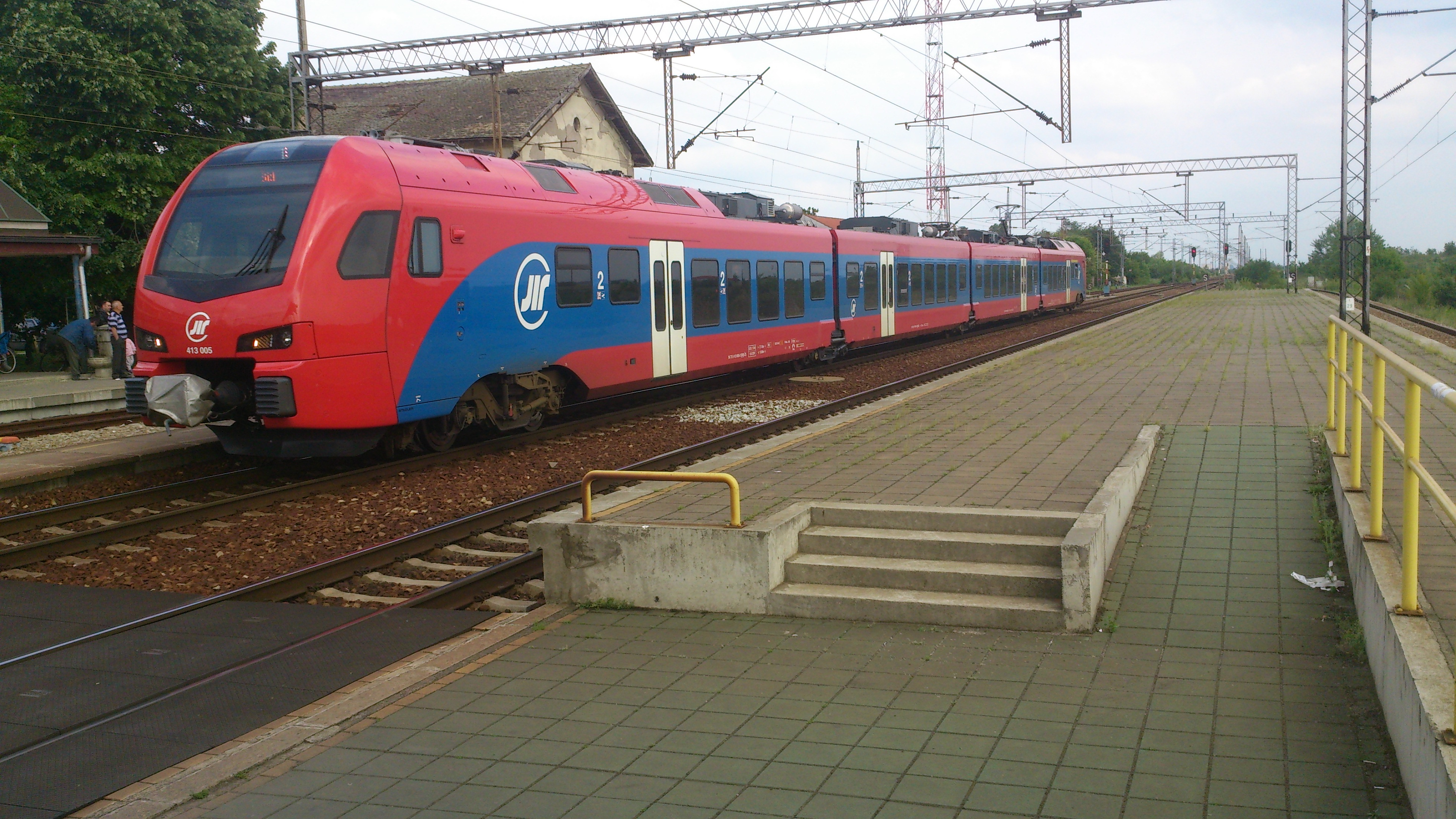
Gara orașului

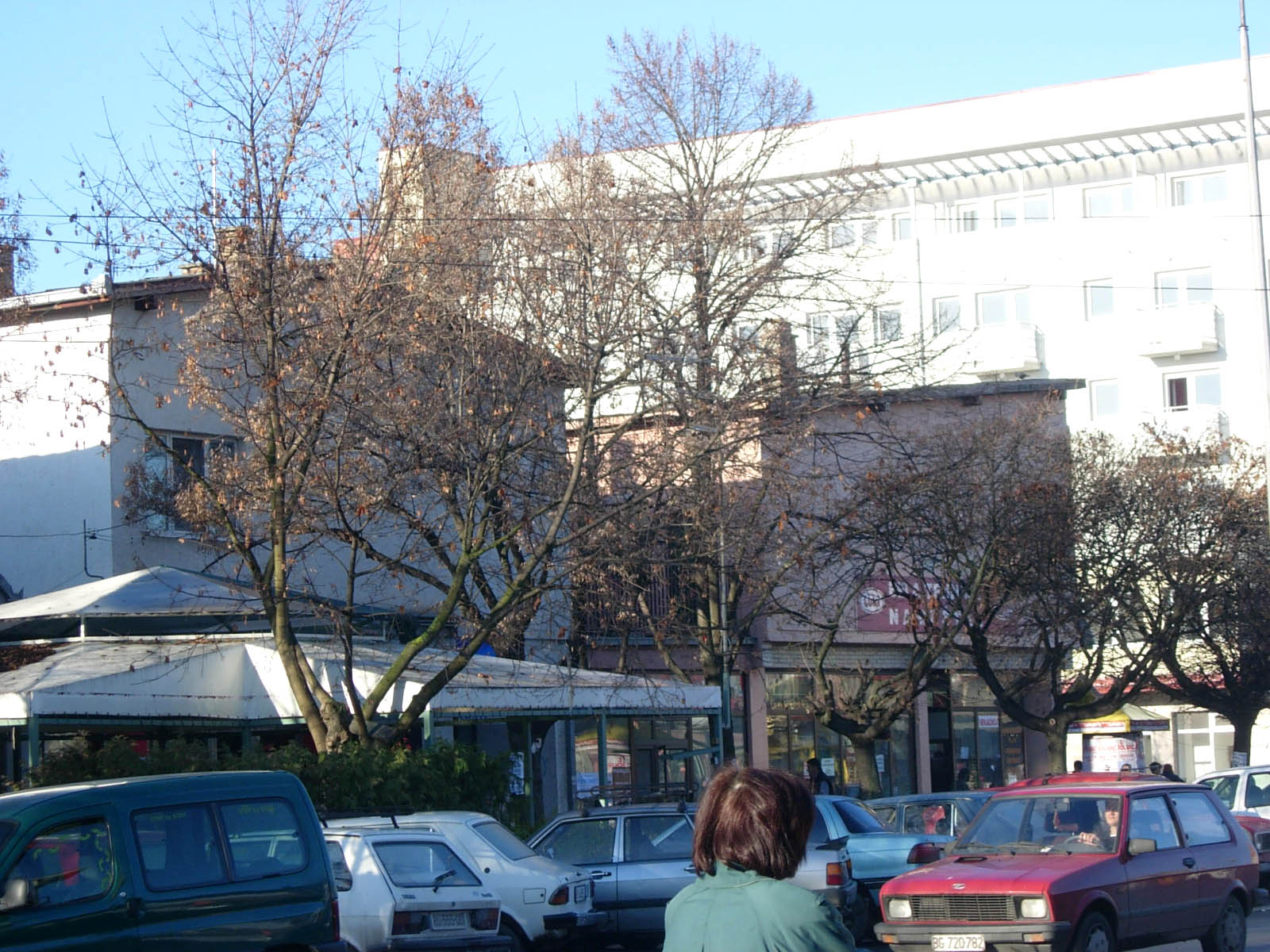
Clădire din localitate

Nova Pazova (în sârbă Нова Пазова, pronunțat [nɔ̂ʋaː pâzɔʋa], în germană Neu-Pasua, în maghiară Újpázova) este un oraș din Serbia. Este situat în apropierea Belgradului și face parte din regiunea istorică Sirmia și din comuna (municipalitatea) Stara Pazova⁠(d), districtul Srem, provincia autonomă Voivodina. Populația localității este în prezent de 17.105 locuitori (recensământul din 2011).

## Nume
Această localitate este cunoscută în limba sârbă ca Nova Pazova (Нова Пазова), în limba croată ca Nova Pazova, în limba germană ca Neu-Pasua și în limba maghiară ca Újpazova.

## Istorie
Nova Pazova a fost fondată în anul 1790, în timpul administrației habsburgice, într-o zonă mlăștinoasă aflată la sud de Stara Pazova⁠(d) și a fost populată de coloniști protestanți evanghelici germani (șvabi dunăreni). Așezarea s-a mărit de la 51 de coloniști inițiali – care proveneau din localitățile Benningen, Marbach am Neckar, Schopfheim, Schorndorf și Tübingen, din regiunile Palatinat și Hesse, precum și din satul de coloniști germani Maglić⁠(d) din regiunea Bačka, la 882 de coloniști.
Inițial, așezarea făcea parte din Granița Militară habsburgică, iar primii coloniști germani au trebuit să slujească în Militärgrenze Wachdienst (Serviciul de Pază al Graniței Militare) în primele decenii după sosirea lor pe acest teritoriu. Nova Pazova a făcut parte în perioada 1848–1849 din provincia autonomă Voivodina Sârbă⁠(d), proclamată de sârbi pe teritoriul Imperiului Austriac, dar a fost încorporată din nou în Granița Militară în 1849. După desființarea Graniței, în 1882, localitatea a fost inclusă în comitatul Srijem al Croației–Slavonia, care era un regat autonom în cadrul Regatului habsburgic al Ungariei și al Austro-Ungariei. Conform recensământului din 1910, majoritatea locuitorilor acestei așezări vorbeau limba germană. Nova Pazova era un sat îngrijit și dezvoltat, cu un numeroase gospodării înstărite și cu fermieri care cultivau pământul, creșteau cai și porci, erau proprietari de mori, mașini de treierat și alte unități de producție.
În 1918, după încheierea Primului Război Mondial, Nova Pazova a devenit mai întâi parte componentă a Statului slovenilor, croaților și sârbilor, iar apoi parte a Regatului Serbiei și în cele din urmă parte a Regatului Sârbilor, Croaților și Slovenilor (redenumit, din 1929, Iugoslavia). Ca urmare a reorganizării administrativ-teritoriale a teritoriului iugoslav, așezarea a fost inclusă în districtul Srem (1918–1922), în oblastia Srem⁠(d) (1922–1929) și în Banovina Dunării⁠(d) (1929–1941).
Nova Pazova s-a aflat din 1941 până în 1944 sub ocupația militară a Axei și a fost atașată comitatului Vuka⁠(d) al Statului Independent al Croației. În anul 1944 locuiau aici peste 6.000 de persoane, populația fiind formată în mare parte din fermieri șvabi dunăreni și din muncitorii lor sârbi. În 6 octombrie 1944, odată cu apropierea Armatei Roșii, locuitorii vorbitori de limba germană au fugit cu căruțele către Austria Superioară, de teama represaliilor din partea unităților Armatei Roșii și a unităților Armatei de Eliberare Naționale (NOV) și Detașamentului de Partizani din Iugoslavia (POJ). Foștii locuitori s-au stabilit, după un drum greu, în landul Baden-Württemberg.
În anul 1944 Nova Pazova a fost inclusă în Voivodina Iugoslavă, teritoriu care a făcut parte (din 1945) din Republica Socialistă Serbia a Republicii Socialiste Federative Iugoslavia. Proprietățile șvabilor au fost confiscate ulterior în timpul colectivizării și redistribuite către noi coloniști. Nou-veniții erau în mare parte sârbi și proveneau din zonele devastate de război ale fostei Iugoslavii: Bosnia și Herțegovina, Croația (îndeosebi Dalmația și Lika⁠(d)) și alte părți ale Serbiei. Reforma administrativă din 1958 a mărit teritoriul comunelor, ceea ce a determinat desființarea comunei Nova Pazova și înglobarea teritoriului ei în comuna Stara Pazova.
Localitatea s-a dezvoltat industrial în perioada postbelică, ca urmare a amplasării sale geografice avantajoase și a accesului la rețelele de transport (drumul național M22 Belgrad–Novi Sad, calea ferată și aerodromul Batajnica⁠(d)). Au fost înființate aici întreprinderi mici și mijlocii și magazine meșteșugurești, iar în anii 2020 există aproximativ aproximativ 400 de companii. În zona industrială a orașului sunt amplasate 70 de unități de producție și comerț unde lucrează câteva mii de muncitori.
Recensămintele populației care au fost efectuate după cel de-al Doilea Război Mondial au înregistrat o majoritate etnică sârbă în Nova Pazova. Populația localității a crescut de la 4.604 locuitori în 1948 la 17.105 locuitori în 2011. Populația localității Nova Pazova a susținut în primele decenii ale secolului al XXI-lea ideea separării de comuna Stara Pazova și înființarea comunei Nova Pazova, fiind realizat în acest sens și un studiu de necesitate, dar procedura administrativă a fost amânată.

## Populația istorică
| 1948  | 1953  | 1961   | 1971   | 1981   | 1991   | 2002   | 2011   |
| ----- | ----- | ------ | ------ | ------ | ------ | ------ | ------ |
| 4.604 | 6.082 | 10.990 | 10.658 | 15.488 | 16.016 | 18.214 | 17.105 |

## Locuitori notabili
- Josias Kumpf⁠(d) (1925–2009), gardian al unui lagăr de concentrare nazist